# 청룡동 (서울)
청룡동(靑龍洞)은 서울특별시 관악구의 행정동이다.

## 역사

### 지명 유래
동명은 서림동과의 경계에 있는 청룡산에서 유래하였다. 이 ‘청룡’은 서울청룡초등학교 등의 이름으로도 쓰이고 있다.

### 연혁
- 1978년 10월 10일 : 봉천4동에서 분동
- 1980년 7월 1일 : 행정구역 변경으로 남부순환로 북측30여 가옥이 신림본동의 관할
- 1980년 12월 31일 : 구획정리가 완료되어 일부 지번이 현재의 지번으로 변경
- 1990년 10월 7일 : 신림본동 관할의 2개반 30여 가구 편입
- 2008년 9월 1일 : 봉천4동과 봉천8동이 통합하여 청룡동으로 동명칭 변경[2]

## 법정동
- 봉천동

## 교육
- 서울청룡초등학교
- 서울관악초등학교
- 봉림중학교
- 서울문영여자중학교
- 서울문영여자고등학교
- 서울여자상업고등학교
- 영락고등학교
- 영락의료과학고등학교
- 영락체육고등학교
- 영락자연과학고등학교